# Сборная Андорры по регби
Сборная Андорры по регби представляет страну в международных соревнованиях по регби-15 высшего уровня. Команда занимает 76-е место в Мировом рейтинге World Rugby. Большая часть матчей сборной проходит в столице княжества, некоторые игры проводятся во французском Фуа. В сезоне 2012/14 сборная играет в дивизионе 2B Кубка европейских наций. С 1995 года андоррские регбисты борются за право сыграть в финальной части чемпионата мира, в данный момент безуспешно.

## История
Команда провела первый международный матч в 1987 году. Андоррские спортсмены обыграли сборную Люксембурга со счётом 24:3. Команда принимала участие в отборочном турнире к мировому первенства 1995 года. Андоррцы играли в предварительном раунде западной группы Европейского отборочного турнира, где превзошли датчан, но уступили швейцарцам и потеряли шансы на продолжение кампании.
Сборная пыталась пройти отбор и на кубок мира—1999. Попав в третью группу первого раунда, сборная выиграла все четыре встречи и возглавила свой дивизион. Во втором раунде команда заняла последнее, пятое место в группе. Чемпионат мира 2003 года также прошёл без участия сборной, которая финишировала третьей из шести в группе B первого раунда.
В рамках отборочного турнира к чемпионату 2007 года Андорра одержала самую крупную победу в своей истории, обыграв норвежцев со счётом 76:3. Сборная преодолела барьер предварительного раунда, затем оказалась на третьем месте в группе из пяти команд и вышла в раунд плей-офф. Победа в очном противостоянии гарантировала команде попадание в следующий раунд. Пиренейские регбисты выиграли в матчах плей-офф, однако затем заняли последнее, пятое место в группе. В последние годы сборная регулярно соревнуется с командами Молдовы, Нидерландов, Испании, Польши. Андоррцы имеют в активе победы над Норвегией, Венгрией, Словенией и Швецией.

## Результаты
По состоянию на 28 февраля 2013 года.
| Соперник             | Матчи | Победы | Поражения | Ничьи | Доля побед |
| -------------------- | ----- | ------ | --------- | ----- | ---------- |
| Австрия              | 2     | 2      | 0         | 0     | 100 %      |
| Армения              | 3     | 1      | 2         | 0     | 33 %       |
| Босния и Герцеговина | 1     | 1      | 0         | 0     | 100 %      |
| Болгария             | 5     | 2      | 3         | 0     | 40 %       |
| Венгрия              | 4     | 3      | 1         | 0     | 75 %       |
| Германия             | 1     | 0      | 1         | 0     | 0 %        |
| Дания                | 2     | 1      | 0         | 1     | 50 %       |
| Израиль              | 2     | 1      | 1         | 0     | 50 %       |
| Испания              | 3     | 0      | 3         | 0     | 0 %        |
| Латвия               | 1     | 0      | 1         | 0     | 0 %        |
| Литва                | 3     | 1      | 2         | 0     | 33 %       |
| Люксембург           | 5     | 3      | 1         | 1     | 60 %       |
| Мальта               | 2     | 1      | 1         | 0     | 50 %       |
| Марокко              | 1     | 0      | 1         | 0     | 0 %        |
| Молдова              | 2     | 0      | 1         | 1     | 0 %        |
| Монако               | 2     | 2      | 0         | 0     | 100 %      |
| Нидерланды           | 3     | 0      | 3         | 0     | 0 %        |
| Норвегия             | 2     | 2      | 0         | 0     | 100 %      |
| Польша               | 3     | 0      | 3         | 0     | 0 %        |
| Португалия           | 3     | 0      | 3         | 0     | 0 %        |
| Сербия и Черногория  | 9     | 6      | 3         | 0     | 67 %       |
| Словения             | 5     | 3      | 2         | 0     | 60 %       |
| Тунис                | 1     | 1      | 0         | 0     | 100 %      |
| Хорватия             | 4     | 1      | 3         | 0     | 25 %       |
| Чехия                | 3     | 1      | 2         | 0     | 33 %       |
| Швейцария            | 7     | 1      | 6         | 0     | 14 %       |
| Швеция               | 5     | 3      | 2         | 0     | 60 %       |
| Всего                | 84    | 36     | 45        | 3     | 43 %       |